# Единый государственный реестр недвижимости
Единый государственный реестр недвижимости — государственный информационный ресурс, содержащий данные об объектах недвижимости на территории Российской Федерации.

## Характеристики
С 1 января 2017 года сведения (базы данных), содержавшиеся в Государственном кадастре недвижимости и Едином государственном реестре недвижимости (ЕГРН), вошли в состав ЕГРН.
За актуализацию сведений в ЕГРН отвечает Федеральная служба государственной регистрации, кадастра и картографии (Росреестр).
Государственная регистрация права в ЕГРН является единственным доказательством существования зарегистрированного права, а выпиской из ЕГРН подтверждаются кадастровый учёт, возникновение и переход права на объекты недвижимости.
Выписка из ЕГРН – это документ (на бумаге с печатью или в виде электронного файла с электронной подписью), который содержит сведения о зарегистрированном в Росреестре объекте недвижимости. 
Выписки из ЕГРН подразделяются на те, которые предоставляются по запросу любого заинтересованного лица, и те, которые доступны только ограниченному кругу лиц, установленному законом (собственникам или их законным представителям, правоохранительным органам, судам, судебным приставам, нотариусам, органам власти). Это зависит от того, какие сведения в них содержатся – общедоступные или ограниченного доступа. 
К общедоступным (открытым) сведениям относятся сведения о характеристиках объекта недвижимости, зарегистрированных правах на него и сведения о переходе прав на объект (при этом в отношении правообладателя в этих случаях указываются неполные сведения - например, только фамилия, имя, отчество, если собственником является физическое лицо).
К сведениям ограниченного (закрытого) доступа относятся:
- сведения о правах отдельного лица на имеющиеся (имевшиеся) у него объекты недвижимости;
- сведения о содержании правоустанавливающего документа;
- сведения о признании правообладателя недееспособным или ограниченно дееспособным;
- информация о лицах, получивших сведения об объекте недвижимости.
Также к сведениям ограниченного доступа относится предоставление копий документов, на основании которых в ЕГРН были внесены сведения об объекте недвижимости (например, копия межевого, технического плана).

## Содержание выписки
В выписке из ЕГРН на земельный участок содержатся следующие данные:
- уникальный номер в базе;
- данные владельца (информацию о распределении долей, если таковые имеются);
- площадь, координаты, адрес;
- геометрия (на одном из листов обязательно приведён чертёж);
- наличие обременений, ограничений при использовании (например, красных линий застройки);
- кадастровая стоимость;
- год постановки на учёт и документ-основание.

## Применение
Выписка из ЕГРН может потребоваться в следующих случаях:
- Проверка обременения перед покупкой (арест, залог по кредиту, не закрытый ипотечный кредит, прописанные жильцы).
- Приватизация жилья.
- Подача заявления на улучшение жилищных условий.
- Оформление дарения и передачи в наследство объекта недвижимости.
- Получение залогового кредита.
- Судебные споры.